# Prästeståndets ledamöter vid urtima riksdagen 1817–1818
Vid urtima riksdagen 1817–1818 ingick följande ledamöter i prästeståndet. Biskoparna och pastor primarius i Stockholm var självskrivna medan övriga utsågs för respektive stift. Prästerskapet i Stockholms stad utsåg egna företrädare.
Stiften förtecknas i den ordning de anges i prästeståndets protokoll.

### Uppsala ärkestift
- Ärkebiskop Jacob Axelsson Lindblom
- Adolf Elfsberg
- Olof Ferlin (intog sin plats 28/11 1817)[2]
- Olof Forssell
- Johan Casparsson Wijkman
- Sven Caspersson Wijkman

### Linköpings stift
- Biskop Carl von Rosenstein
- Pehr Arenander
- Jacob Ek
- Christopher Retzius Ekwall
- Jakob Hagberg
- Matthias Stenhammar

### Skara stift
- Biskop Thure Weidman (frånvarande)
- Anders Billdahl
- Per Friman
- Mathias Hasselrot
- Carl Johan Knös

### Strängnäs stift
- Biskop Johan Adam Tingstadius (frånvarande)
- Hans Graffman (intog sin plats 26/11 1817)[3]
- Nils Grandelius (intog sin plats 23/12 1817)[4]
- Olof Hultin
- Pehr Thyselius

### Västerås stift
- Biskop Gustaf Murray (intog sin plats 7/3 1818)[5]
- Jonas Reinhold Fellenius
- Johan Petter Fröberg
- Erik Gustaf Hanngren
- Olof Kristian Leffler
- Jacob Michael Svedelius

### Växjö stift
- Biskop Ludvig Mörner (intog sin plats 2/12 1817)[6]
- Sven Johan Almqvist
- David Aspelin
- Elias Heurlin

### Lunds stift
- Biskop Wilhelm Faxe
- Carl Adolph Agardh
- Lars Anders Palm
- Carl Sonnberg Rönbeck
- Christian Wåhlin

### Göteborgs stift
- Biskop Johan Wingård (frånvarande; död 12/1 1818)
  - Biskop Carl Fredrik af Wingård (från 13/7 1818)
- Johan Christoffer Osterman
- Casten Rabe
- Olof Å:son Öhrwall

### Kalmar stift
- Biskop Magnus Stagnelius (frånvarande)
- Anders Fornander
- Johan Peter von Sydow

### Karlstads stift
- Biskop Olof Bjurbäck (frånvarande)
- Magnus Eurén
- Per Kölmark

### Härnösands stift
- Biskop Erik Abraham Almquist
- Daniel Backman
- Jonas Genberg
- Abraham Renström

### Visby stift
- Biskop Carl Johan Eberstein
- Gustaf Israelsson Kolmodin
- Per Säve

### Stockholms stad
- Pastor primarius Per Samuel Drysén
- Johan Erik Bergegren
- Carl Peter Hagberg
- Johan Jacob Hedrén